# Đài thiên văn Đại học Kazan
Đài quan sát Thiên văn học của Đại học Liên bang Kazan (JSC KFU) bao gồm hai đài quan sát thiên văn học nằm tại thành phố Kazan, cộng hòa Tatarstan, Nga. Chúng hiện là cơ sở của Khoa Thiên văn học thuộc Đại học Liên bang Kazan được thành lập vào năm 1810 bởi nhà thiên văn học người Áo Joseph Johann von Littrow. Các đài quan sát thiên văn gồm Đài quan sát thiên văn Thành phố Kazan và Đài quan sát thiên văn Engelhardt đã được UNESCO công nhận là Di sản thế giới từ năm 2023.

## Lịch sử
Năm 1811, Joseph Johann von Littrow đề xuất thành lập một đài quan sát tại Khoa Thiên văn học của Đại học Hoàng gia Kazan. Vào ngày 11 tháng 11 năm 1814, các cuộc quan sát bắt đầu tại một đài thiên văn nhỏ (đài thiên văn tạm thời) phía trên cổng đá trong vườn bách thảo của trường đại học. Năm 1822, đài quan sát tạm thời được đặt trong một phòng trưng bày bằng gỗ, một phần của căn nhà của giám đốc đài thiên văn bấy giờ là Ivan Mikhailovich Simonov. Năm 1827, sân trường đại học được chọn làm địa điểm đặt đài quan sát và đến năm 1833, việc xây dựng đài quan sát chính thức bắt đầu. Năm 1835, một kính khúc xạ 23 cm (9 in) được đặt hàng từ xưởng của Fraunhofer. Năm 1837, việc xây dựng tòa nhà được hoàn thành và những cuộc quan sát đầu tiên được thực hiện ở đó ngay trong tháng 6 cùng năm. Năm 1838, một kính khúc xạ 9 in được lắp đặt trong tháp chính và hoàn toàn có thể di chuyển được. Ngày khánh thành chính thức của đài quan sát thiên văn Đại học Kazan là ngày 13 tháng 4 năm 1838, khi việc quan sát bắt đầu được diễn ra thường xuyên trong tòa nhà đài quan sát mới (Vòng tròn kinh tuyến Viên). 

## Mô tả
Tài sản bao gồm hai phần: một đài quan sát ở trung tâm lịch sử của Kazan và phần còn lại là đài quan sát ở khu vực ngoại ô phía tây thành phố. Cả hai đài quan sát đã được bảo tồn hoàn chỉnh với các dụng cụ thiên văn và ngày nay chủ yếu thực hiện chức năng giáo dục.
Đài quan sát thiên văn thành phố Kazan được xây dựng vào năm 1837 nằm trong khuôn viên trường Đại học.
Mặt tiền của tòa nhà là một cấu trúc hình bán nguyệt, phía trên là ba tháp có mái vòm được xây dựng để chứa các dụng cụ thiên văn.
Đài quan sát thiên văn Engelhardt nằm ở ngoại ô bao gồm các công trình quan sát bầu trời và các tòa nhà dân cư nằm trong công viên.
Các dụng cụ cơ bản ở đây gồm có: Kính viễn vọng khúc xạ Merz do Fraunhofer sản xuất; máy đo nhiệt độ Johann Georg Repsold; kính viễn vọng cầm tay của George Dollond; Vòng tròn kinh tuyến Viên; Chân đế xích đạo; Dụng cụ chuyển tuyến; Đồng hồ chính xác thời gian (kể từ ngày 23 tháng 2 năm 1885).